# Norfloxacino
El norfloxacino es un antibiótico sintético del grupo de las quinolonas (fluroquinolonas) de amplio espectro, indicado casi exclusivamente en el tratamiento de las infecciones urinarias como las cistitis y pielonefritis, aunque a veces se indica en el tratamiento de ciertas infecciones del tracto gastrointestinal, gonorrea no complicada y prostatitis.

## Farmacología
El norfloxacino es el menos activo de las nuevas fluoroquinolonas en contra de bacterias Gram positivas y Gram negativas, con una concentración inhibitoria máxima de cuatro o hasta ocho veces mayor que la del ciprofloxacino, la quinolona prototipo. Sin embargo, mantiene concentraciones elevadas y efectivas, manteniéndose por períodos prolongados y ejerce su actividad terapéutica con un buen margen de seguridad.
La ingesta de norfloxacino puede causar malestar estomacal, dolor de cabeza y mareos y si es alérgico a las quinolonas, puede que aparezcan sarpullidos o irritaciones en la cara y dificultad para respirar. Como todas las quinolonas, existe la posibilidad de que el norfloxacino cause dolor, inflamación o ruptura de tendones. No se debe administrar el norfloxacino ni ninguna quinolona durante el embarazo o si se sospecha su existencia.

## Mecanismo de acción
El norfloxacino es un derivado del ácido quinolincarboxílico que, al igual que otras quinolonas, actúa al inhibir la enzima ADN girasa, encargada del empaque y desempaque del ADN durante la replicación genética de la bacteria.
La Norfloxacina inhibe la topoisomerasa IV y la ADN-girasa bacterianas. Estas enzimas son indispensables para la replicación bacteriana debido a que facilitan el desenrollamiento de las cadenas, introduciendo pliegues súperhelicoidales en el ADN de doble cadena, facilitando la separación de los segmentos que se van a replicar. La ADN-girasa tiene dos subunidades codificadas por el gen gyr-A, ejerce su función rompiendo las cadenas del cromosoma bacteriano y luego uniéndolas nuevamente una vez que se ha formado la nueva súperhelice. Las quinolonas inhiben estas dos subunidades impidiendo la replicación y la transcripción del ADN bacteriano. Las células humanas y de los mamíferos contienen una topoisomerasa que actúa de una forma parecida a la ADN-girasa bacteriana, pero esta enzima no se ve afectada por las quinolonas.

## Disponibilidad
En Colombia (Sudamérica) es comercializado como Ambigram por 20 tabletas de Laboratorios Bussié. En México se vende como Oranor.
Comercializada en Bolivia. En Argentina se vende como Uroxacin en 10 comprimidos de 400 mg de Laboratorios Lazar.
S.a.e. s.a.
Marca: NR400 
Norfloxacino 400mg, En Ecuador el laborario gemfar los comercializa